# Liste der Monuments historiques in Plounévez-Lochrist
Die Liste der Monuments historiques in Plounévez-Lochrist führt die Monuments historiques in der französischen Gemeinde Plounévez-Lochrist auf.

## Liste der Bauwerke
| Bezeichnung                | Beschreibung | Standort                        | Kennzeichnung | Schutzstatus   | Datum     | Bild           |
| -------------------------- | ------------ | ------------------------------- | ------------- | -------------- | --------- | -------------- |
| Calvaire de Menez-ar-Plour |              | Route départementale 110 (Lage) | PA00090262    | Inscrit        | 1933      |                |
| Kapelle in Lochrist        |              | (Lage)                          | PA00090264    | Classé         | 1914      | weitere Bilder |
| Château de Maillé          | Schloss      | (Lage)                          | PA00090263    | Classé Inscrit | 1981 1990 | weitere Bilder |

## Liste der Objekte
- Monuments historiques (Objekte) in Plounévez-Lochrist in der Base Palissy des französischen Kultusministeriums